# David Gehrt
David Gehrt (født i 1988) er en dansk scenograf, uddannet fra Den Danske Scenekunstskole i 2016. Fra 2016-2017 var han en del af det kunstneriske team på Teater Momentum, i Odense, vol 11. Han blev i 2017 ansat som husscenograf på Aarhus Teater, hvor han stoppede i 2022 for at begynde tilværelsen som freelancer.
I 2017 vandt han en Reumert for bedste scenedesign sammen med samarbejdspartneren, Ida Grarup Nielsen, for forestillingen Erasmus Montanus. Tilsammen udgør de duoen Gehrt&Grarup.
Selvsamme forestilling vandt en Reumert for årets bedste forestilling. 
I 2020 blev David Gehrt nomineret til en Reumert for bedste scenedesign for forestilling Ordet, af Kaj Munk, på Aarhus Teater. Forestillingen vandt en Reumert for årets forestilling. 
I 2023 blev David Gehrt nomineret til en Reumert for bedste scenedesign for forestillingen Dracula, på Aarhus Teater. Forestillingen vandt en Reumert for bedste musikalske/musikteater forestilling. 
David Gehrt har desuden er bachelor i tekstildesign fra Designskolen Kolding, 2012.